# Siccia pustulata
Siccia pustulata là một loài bướm đêm thuộc phân họ Arctiinae, họ Erebidae.